# Alfredo Adolfo Camús
Alfredo Adolfo Camús (París, Francia, 1797 - Leganés, Madrid, 1889) fue un humanista y traductor español.

## Biografía
En 1845 era catedrático de literatura griega y latina en la Facultad de Filosofía y Letras de la Universidad de Madrid. Junto a otros profesores, Camús fue uno de los llamados a elaborar manuales de Filosofía, realizando obras como el Manual de Filosofía racional (siguiendo a Cousin); varios Compendios de historia; un Manual de antigüedades romanas; una nueva edición refundida de la Retórica del ilustre humanista y elegante poeta latino Sánchez Barbero. También hizo algunas traducciones, como la del Sistema de las facultades del alma, de Laromiguière, y varias traducciones de Séneca, Horacio y Quintiliano. Procedió también con algunos trabajos como humanista; así, por ejemplo una Synopsis de sus lecciones, por encargo del Gobierno, y elaborada junto a José Amador de los Ríos. Fue también autor de un Curso elemental de Retórica y Poética (Madrid, 1854) y de un Programa de Oratoria Sagrada (Madrid, 1844).[cita requerida]
Parte de su obra docente se ha conservado gracias a la publicación de los programas de curso y de los apuntes de clase de algunos de sus discípulos, como fueron Benito Pérez Galdós y José Canalejas y Méndez.[cita requerida]

## Obras
- (1842) Compendio elemental de historia universal Madrid: Boix.
- (1844) Programa de Oratoria Sagrada, Madrid.
- (1845) Manual de Filosofía racional para uso de los jóvenes que concurren á las clases elementales de filosofía de las Universidades é Institutos de segunda enseñanza, Madrid: Boix.
- (1846) Preceptistas latinos para el uso de las clases de principios de retórica y poética. Cicerón, De Oratore, De Claris Oratoribus, Madrid: Impr., Librería, Fundición y Estereotipia de M. Rivadeneyra.
- (1848) Synopsis lectionum, quarum explicationi apud litterarum latinarum operam dantes in hoc generali Matritensi gymnasio praesenti curriculo vacare intendit doctae Alfredus Adolphus Camus, cathedrae litteraturae antecessor et Regiae Graeco-Latinae Academiae socius, Madrid, Imp. y lib. De «La Publicidad» (reeditado en 1850).
- (1854) Curso elemental de Retórica y Poética Madrid.
- (1861) Programa de literatura clásica, griega y latina, presentado por el catedrático de esta asignatura en la Universidad Central el Dr. D. Alfredo Adolfo Camus, Madrid, Imprenta de las Escuelas Pías.
- (1865) Curso elemental de retórica y poética: textos aprobados... corregidos y adicionados con un tratado de versificación Castellana y Latina Madrid: L. Pablo.
- (1876) Programa de literatura clásica griega y latina presentado en la Universidad Central, Madrid, Imp. Aribau.